# 希博伊根红人
希博伊根红人（英語：Sheboygan Red Skins）是美国篮球联盟(NBL) （1938–49）球队，之后NBL并入國家籃球協會（NBA）成为其一员，主场位于威斯康辛州希博伊根，在1952年解散。